# Rania Nashar
Rania Mahmoud Nashar és una executiva empresarial saudita. Des del 2017, ocupa el càrrec de consellera delegada (CEO) d’un dels bancs comercials més grans de l’Aràbia Saudita, Samba Financial Group. Rania és la primera dona que ocupa un càrrec de consellera delegada en un banc registrat a l’Aràbia Saudita. Va exercir de conseller delegat quan el seu país va començar a llançar Visi 2030, una de les missions de reformes per impulsar la igualtat de gènere. Rania també presideix el Consell d'Acció sobre Dones Empresarials B20, una associació que té com a missió augmentar la participació de les dones saudites en el sector empresarial. El juny de 2020 també va ser nomenada membre del consell del Centre Nacional de Mesurament del Rendiment. Forbes va incloure el nom de Rania al número 97 de la llista de les 100 dones més poderoses del món el 2019. Rania ocupa el tercer lloc de la llista 2020 del Top 10 de les dones empresàries anuals de Forbes a l'Orient Mitjà.

## Biografia
Rania va créixer amb passió per les matemàtiques i les ciències. No obstant això, el 1992, quan es va graduar de secundària, va elegir fer estudis STEM (ciències, tecnologia, enginyeria i matemàtiques) que encara eren molt limitats a l'Aràbia Saudita. També es va dedicar a la informàtica. Amb coneixements en informàtica es va interessar pel sector bancari. El seu interès en aquest camp es deu al seu pare, que treballa com a banquer i regulador del sector bancari. Rania es va llicenciar en informàtica i tecnologia de la informació a la Universitat King Saud, Riad el 1997. També va assistir breument a un programa de desenvolupament de lideratge i va prendre diversos cursos sobre gestió financera i de riscos a la Darden School of Business de la Universitat de Virgínia a Charlottesville el 2012.

## Trajectòria
Després de graduar-se a la universitat, Rania va pensar a treballar en una empresa que tingués una política favorable a les dones. Segons ella, a la dècada de 1990, el grup Samba era l’únic banc que aplicava la igualtat salarial entre homes i dones. Rania va revelar que el Grup Samba tampoc no té una política que discrimini el gènere, ja que les dones treballadores poden desenvolupar càrrecs fins a llocs de direcció mitjana i alta. En aquell moment, estava decidida a arribar a ocupar la primera posició del banc.
D’entrada, va ser l'encarregada de gestionar les funcions d’auditoria i revisió de riscos per a les àrees de negoci del grup Samba. Després se li va assignar la tasca d'establir un departament de compliment de forma centralitzada. Rania també ha treballat per a les divisions de banca personal i banca de clients, on va ajudar a desenvolupar la banca electrònica. Va ser la primera dona en ocupar el càrrec de cap executiu d’auditoria, la primera dona que dirigeix el departament de compliment al Consell de Cooperació del Golf i la primera dona saudita que ha estat certificada com a oficial contra el blanqueig de diners. El propi grup Samba és un dels bancs més grans d’Aràbia Saudita amb el tercer actiu més gran del país. El banc està afiliat a Citibank i té sucursals internacionals a Londres, Dubai i Qatar.
Com a executiva, ha treballat per garantir que la política d’igualtat continuï mantenint-se a la seva empresa. Una de les maneres d’assegurar-ho és orientant les dones empleades, sobretot aquelles que han treballat més de cinc anys. Una de les polítiques que va adoptar va ser oferir al personal femení l’oportunitat de construir una família sense haver de deixar la feina.